# Atractus snethlageae
Atractus snethlageae е вид змия от семейство Смокообразни (Colubridae). Видът не е застрашен от изчезване.

## Разпространение
Разпространен е в Бразилия (Амазонас, Амапа, Пара и Рондония).